# Tierra del Vino (Valladolid)

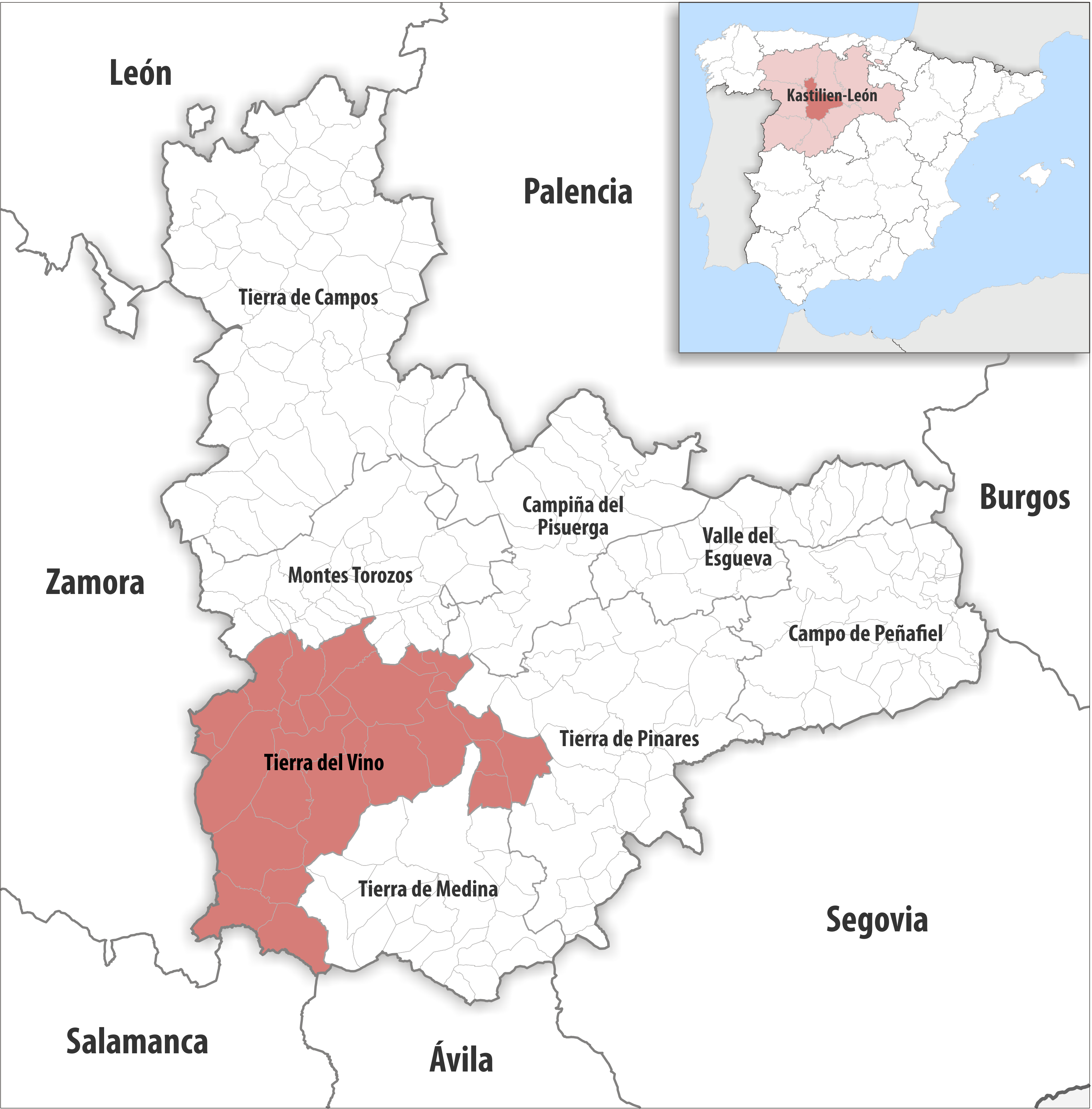
La comarca de Tierra del Vino, en la provincia de Valladolid.

La Tierra del Vino es una comarca situada en el suroeste de la provincia de Valladolid.

## Municipios
- Alaejos
- Bercero
- Castrejón de Trabancos
- Castronuño
- Fresno el Viejo
- La Seca
- Matapozuelos
- Matilla de los Caños
- Nava del Rey
- Pedrosa del Rey
- Pollos
- Pozaldez
- Rueda
- San Miguel del Pino
- San Román de Hornija
- Serrada
- Siete Iglesias de Trabancos
- Tordesillas
- Torrecilla de la Abadesa
- Torrecilla de la Orden
- Villafranca de Duero
- Villalar de los Comuneros